# 提姆·奥莱理
提姆·奥莱理（英語：Tim O'Reilly，1954年6月6日—），生於愛爾蘭科克，愛爾蘭裔美國人，是歐萊禮（O'Reilly Media）出版公司的创始人，也是非会议的鼻祖Foo Camp的发起人。提姆·奥莱理是自由软件和开源软件运动的强力支持者，「web 2.0」一詞為他所首創。

## 生平
提姆·歐萊禮在愛爾蘭科克郡出生，幼年時隨家庭移民至美國加州，在此長大。他有三个兄弟三个姐妹。少年时期，在哥哥 Sean O'Reilly 的影响下，他成为了作家兼普通语义学支持者乔治·西蒙（George Simon）的追随者。 透过西蒙，奥莱理接触到了阿尔弗雷德·柯日布斯基的作品。奥莱理称西蒙和柯日布斯基的作品对他影响深刻。
1973年，歐萊禮进入哈佛大学学习古典學，并于1975年以优等（cum laude）拉丁文學位榮譽毕业。在哈佛大学的第一年，西蒙死于一场意外事故。

## 职业生涯
大学毕业后，歐萊禮整理出版了西蒙的作品《Notebooks, 1965–1973》。 歐萊禮又写了一本颇受好评的，关于科幻作家弗兰克·赫伯特的书， 并编辑了一本赫伯特杂文和访谈选集。
奥莱利于 1977 年开始从事技术写作的工作。从1983年起，他开始出版计算机使用手册，并在马萨诸塞州牛顿市的一座改建的谷仓里开办了自己的公司，当时大约有十几名员工在一间开放式房间里工作。1989年，奥莱利把公司搬到了加州塞瓦斯托波尔。1992年，奥莱利出版了《全互联网用户指南和目录》（Whole Internet User's Guide and Catalog），该书成为当年畅销书，并被纽约公共图书馆评为二十世纪最重要的50本书之一。
奥莱利的公司（当时叫 O'Reilly Associates）在1990年代稳步成长。在此期间，公司业务从纸质出版延伸到网络出版。1993年，奥莱利公司的在线产品目录改版成为环球网络导航（Global Network Navigator），该网站是最早的互联网门户网站之一。1995年，环球网络导航网站被美国在线收购。
奥莱利的公司在2000年代初的科网泡沫中遭受挫折。由于书籍销量下滑，奥莱利不得不裁撤约70名员工，占总员工数量约1/4，但他随后将公司业务转向电子书出版和会展活动策划。 2011年，奥莱利将 O'Reilly Media 公司控制权交给公司CFO Laura Baldwin，但保留了CEO头衔以显示他在打造 O'Reilly Media 公司和品牌过程中所发挥的不可或缺的作用。
奥莱利是三家公司的董事会成员：Safari Books Online、Maker Media 和 PeerJ。他曾担任 Macromedia 董事会成员，直至该公司 2005 年与 Adobe Systems 合并，还曾担任 MySQL AB 董事会成员，直至该公司被 Sun Microsystems 收购。他还担任 Code for America 董事会成员。2012年2月，奥莱利加入加州大学伯克利分校信息学院顾问委员会。 作为一名风险投资家，奥莱利投资了包括 Fastly、Blogger、Delicious、Foursquare、Bitly及Chumby 在内的一系列公司。
2017年，奥莱利出版了新书《WTF？未来是什么，以及为什么这取决于我们》（WTF? What's the Future and Why It's Up to Us）。在书中，他讨论了科技带来的影响，以及其在改善人类体验方面的潜力。
1. 1 2 3 4 5 6 7  Levy, Steven. . Wired. October 2005  [27 April 2014].
2. ↑  Chafkin, Max. . Inc.com. 1 May 2010  [5 March 2015]. （原始内容存档于2018-06-09）.
3. 1 2  Morozov, Evgeny. . The Baffler (22). 2013  [2024-12-27]. （原始内容存档于2023-11-19）.
4. ↑  O'Reilly, Tim. . O'Reilly Media. 7 July 2005  [25 April 2015]. （原始内容存档于2015-03-31）.
5. ↑  O'Reilly, Tim. . LinkedIn Pulse. 29 October 2012  [26 April 2015]. （原始内容存档于2021-03-08）.
6. ↑  Simon, George. . Watertown, Mass.: Summer Publishers. 1976.
7. ↑  O'Reilly, Timothy. . New York: Frederick Ungar. 1981  [25 April 2015].
8. ↑  Yoke, Carl. Robert A. Collins , 编. . Westport: Meckler. 1988: 409–410. ISBN 0887362494.
9. ↑  . ischool.berkeley.edu.   [16 February 2012].
10. ↑  Levy, Steven. . Wired. 21 December 2012  [25 April 2015]. （原始内容存档于2015-03-19）.
11. ↑  . WorldCat. 2017. OCLC 958356612.
12. ↑  Levy, Stephen. . Wired. 4 October 2017  [17 February 2019]. （原始内容存档于2019-02-16）. 参数|magazine=与模板{{cite web}}不匹配（建议改用{{cite magazine}}或|website=） (帮助)
13. ↑  . HarperCollins. 10 October 2017  [17 February 2019]. （原始内容存档于2019-02-18）.